# Monstera adansonii

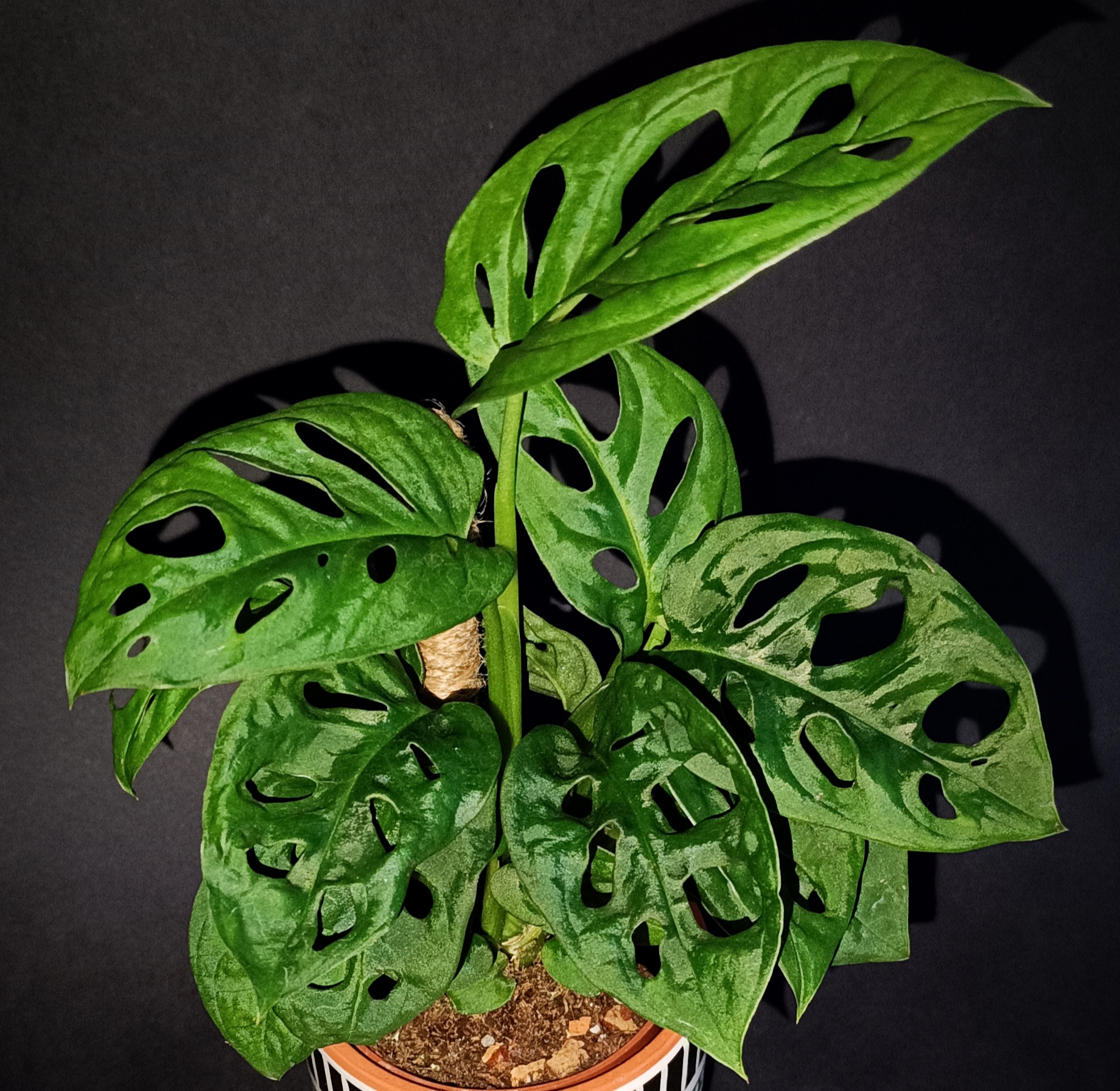
Plantula di Monstera adansoni

Monstera adansonii Schott, 1830 è una pianta perenne della famiglia delle Araceae.
L'epiteto specifico è un omaggio al botanico francese Michel Adanson  (1727–1806).

## Descrizione
È una pianta rampicante con caratteristiche foglie perforate, ovali o ellittiche, lunghe da 19 cm a 55 cm e larghe da 8 cm a 28 cm, con un'estremità appuntita; la loro base è tronca o a forma di cuneo; il picciolo, che misura da 10 cm a 45 cm, è glabro.
I suoi fiori bisessuali, di colore giallastro, sono raggruppati in spadici ascellari di forma cilindrica, che misurano da 4,5 cm a 18 cm, con un diametro massimo di circa 2 cm. Gli spadici hanno una spata contorta che misura da 10 cm a 28 cm, con apice acuminato e biancastro.

## Distribuzione e habitat
Monstera adansonii cresce nelle foreste umide dell'America tropicale, estendendosi dal Messico al Brasile e alle Indie Occidentali.
Può raggiungere un'altitudine di 1000 metri sul livello del mare.